# Золотинське сільське поселення
Золоти́нське сільське поселення (рос. Золотинское сельское поселение) — сільське поселення у складі району імені Лазо Хабаровського краю Росії.
Адміністративний центр та єдиний населений пункт — селище Золотий.

## Населення
Населення сільського поселення становить 335 осіб (2019; 427 у 2010, 534 у 2002).